# Milekovo Selo
Milekovo Selo – wieś w Chorwacji, w żupanii krapińsko-zagorskiej, w mieście Donja Stubica. W 2011 roku liczyła 127 mieszkańców.